# Wilsford (Wiltshire)
Pour les articles homonymes, voir Wilsford.
Wilsford est une paroisse civile et un village du Wiltshire, en Angleterre.